# Joel Moore
Joel David Moore (ur. 25 września 1977 w Portland w stanie Oregon) – amerykański aktor charakterystyczny, scenarzysta, producent filmowy i reżyser pochodzenia niemieckiego, angielskiego, szkockiego, irlandzkiego i holenderskiego.
Wystąpił przy boku Sigourney Weaver w fantastycznonaukowym filmie Jamesa Camerona Avatar (2009). Główna rola w dreszczowcu Spiral (2007) w reżyserii Adama Greena przyniosła mu nagrodę Gold Vision podczas Santa Barbara International Film Festival. Wystąpił także w teledysku Katy Perry do piosenki "Waking Up In Vegas". Zagrał również w filmie Babcisynek (Grandma's Boy, 2006), zwariowanego programistę-geniusza o imieniu J.P. Grał w serialu Kości jako stażysta Colin Fisher (później doktor Colin Fisher) w dziale antropologii (16 odcinków w latach 2008-2017).
Jest absolwentem Southern Oregon University (SOU).